# Dmitrij Patrusjev
Dmitrij Nikolaevitj Patrusjev (russisk:  Дмитрий Николаевич Патрушев, født 13. oktober 1977) er en russisk bankmand og politiker, der siden 18. maj 2018 har været Ruslands landbrugsminister.
Dmitrij Patrusjev er søn af Nikolaj Patrusjev, der er forhenværende FSB-direktør og nuværende sekretær for Ruslands Sikkerhedsråd. Ifølge den russiske analytiker og historiker Valerij Solovej, regnes Dmitrij Patrusjev som fremtidig politisk favorit til at afløse Vladimir Putin som Ruslands præsident og dermed Ruslands leder.
Efter offentliggørelsen af Navalny 35, en liste over russiske menneskerettighedsovertrædere samt en redegørelse for Ruslands invasion af Ukraine 2022, er der bl.a. blevet iværksat sanktioner mod Patrusjev af Australien, Canada og Storbritannien.

## Biografi
Dmitrij Patrusjev blev født i det daværende Leningrad (nu Sankt Petersborg) i efteråret 1977. Han opnåede en akademisk grad inden for ledelse i 1999 efter at have afsluttet sit studium på Statsuniversitetet for ledelse. Han studerede fra 2002 til 2004 på det Diplomatiske akademi for det russiske udenrigsministerium med "Verdensøkonomi" som speciale og tog i 2006 en embedseksamen fra Akademiet for FSB.

### Videnskabelig aktivitet
Patrusjev forsvarede sin Ph.d-afhandling den 16. april 2003 ved Sankt Petersborgs universitetsinstitut for økonomi og finansiering, omhandlende det organisatoriske og økonomiske grundlag for kvalitetsstyring i forskningsinstitutioner, med G. N. Ivanova som vejleder. I bedømmelsesudvalget sad B. V. Prjankov og P. M. Shavkunov. Med V. V. Korelin som vejleder opnåede han en doktorgrad i økonomi ved Sankt Petersborgs Statsuniversitet den 3. juli 2008 med afhandlingen "Stats- og markedsregulatorer i skabelsen og gennemførelsen af industripolitikken: Casen om naturlige monopoler i brændstof-energikomplekset", der havde V. V. Glukhov, A. V. Kruglov og S. A. Uvarov som bedømmere.

### Karriere
Fra 1999 til 2002 arbejdede han for Ruslands transportministerium.
I 2004 fik han en stilling hos VTB Banken og har siden 2007 været bankens vicepræsident Fra 2010 til 2018 var han bestyrelsesformand og medlem af bestyrelsen for Den Russiske Landbrugsbank. Under Patrushevs formandskab ekspanderede banken. Nye forsikrings- og investeringsforretningsområder blev etableret, og banken øgede sin støtte til Ruslands landbrugsindustrielle kompleks. Desuden steg landbrugsbankens låneportefølje i perioden fra 2010 til 2017, hvor beløbet slutteligt blev anslået til at være 2,97 billioner rubler.
Fra 2016 til 2021, var han medlem af Gazproms bestyrelse.

### Landbrugsminister
Patrusjev blev 18. maj 2018 udpeget som landbrugsminister og ministergenvalgt til Mikhail Misjustins kabinet den 21. januar 2020.
Under ledelse af Patrusjev blev statsprogrammet "Integreret udvikling af landdistrikter" implementeret. Ved udgangen af 2020 dækkede den 82 republikker i Den Russiske Føderation og berørte 6 millioner mennesker.

### Virksomhedsledelse
Siden 2016 har Patrusjev været medlem af PJSC Gazproms bestyrelse, og siden 2018 har han fungeret som formand for Den Russiske Landbrugsbank JSC.

### Privatliv
Dmitrij Patrusjev er ugift. Han har seks børn: tre sønner og tre døtre.
Hans far, Nikolaj Platonovitj Patrusjev, er russisk statsmand, forhenværende FSB-direktør fra 1999 til 2008 og har siden 12. maj 2008 været sekretær for Ruslands Sikkerhedsråd. Hans mor, Elena Nikolaevna Patrusjeva (født 1955), arbejdede som læge i ultralyddiagnostik og var ansat i Vnesheconombank. I 1993 grundlagde hun sammen med Boris Gryzlov samt andre klassekammerater og kolleger til sin mand Borg LLP, der specialiserede sig i eksport af skrot. Patrusjev har en bror, Andrej, kendt som tidligere vicegeneraldirektør for offshore-projektudvikling hos Gazprom Neft og tidligere generaldirektør for Gazprom Neft Shelf. Siden 2021 har Andrej Patrusjev bestredet stillingen som generaldirektør for Ruslands arktiske politik.

## Dmitrij Patrusjevs æresbeviser
- Æresordenen (26. oktober, 2016) - for at bidrage til tilrettelæggelsen af kredithjælp til det landbrugsindustrielle kompleks[32]
- Medalje "For tjenester til Den Tjetjenske Republik" (26. december 2017)[33]
- Hædret som landbrugshjælper for Den Tjetjenske Republik (15. april 2022)[34]
- Fortjenstdiplom fra Landbrugsministeriet i Den Russiske Føderation - for kontinuerligt og samvittighedsfuldt arbejde i landbrugssektoren[35][36]
- Diplom fra Sammenslutningen af Russiske Banker - for at bidrage til udviklingen af det russiske banksystem[35][37]
- Brancheprisen "Årets bankmand" (2015)[38][39]